# Diocesi di Montecorvino
La diocesi di Montecorvino (in latino Dioecesis Montis Corbini) è una sede soppressa e sede titolare della Chiesa cattolica.

## Storia
La diocesi di Montecorvino, sito archeologico posto a metà strada tra gli odierni abitati di Pietramontecorvino e Motta Montecorvino, venne istituita nel 1059 in seguito alle decisioni del concilio di Melfi. Fu sempre suffraganea dell'arcidiocesi di Benevento.
Secondo la vita di sant'Alberto, esisteva a Montecorvino già nella seconda metà dell'XI secolo un edificio di culto parvum et incultum; sant'Alberto, divenuto vescovo, ne fece costruire uno altum et celebre; questa cattedrale fu ricostruita dal vescovo Rao ed una cappella laterale fu adibita ad accogliere il sepolcro del santo. I resti di questa cattedrale sono ancora visibili oggi nel sito medievale.
Tra i personaggi più illustri di Montecorvino si possono annoverare: sant'Alberto, vescovo della città, vissuto tra l'XI e il XII secolo, patrono della città e della diocesi; e Giovanni da Montecorvino, francescano, missionario in Estremo Oriente nella prima metà del XIV secolo, e primo vescovo di Khanbaliq, l'odierna Pechino.
La città venne progressivamente abbandonata dalla popolazione nella prima metà del XV secolo. Nel 1433 o 1434 la diocesi venne unita aeque principaliter a quella di Vulturara. La città fu rasa al suolo dal violento terremoto del 5 dicembre 1456, che lasciò in piedi solo la torre di difesa.
A seguito del concordato tra la Santa Sede e il regno di Napoli, le diocesi di Vulturara e Montecorvino furono soppresse il 27 giugno 1818 con la bolla De utiliori di papa Pio VII ed il loro territorio annesso a quello della diocesi di Lucera.
Dal 1968 Montecorvino è una sede vescovile titolare della Chiesa cattolica; dal 13 dicembre 2001 l'arcivescovo, titolo personale, titolare è Adolfo Tito Yllana, nunzio apostolico in Israele e delegato apostolico a Gerusalemme e in Palestina.

## Cronotassi

### Vescovi
- Beato † [5]
- Ermanno † (menzionato nel 1049)
- Adeodato † (menzionato nel 1059)[6]
- Sant'Alberto † (prima del 1081 - 5 aprile 1127 deceduto)
- Riccardo I ? † (menzionato nel 1115)[7]
- Ruggero I (Pietro) † (menzionato nel 1129 circa)
- Pietro I † (menzionato nel 1142)[8]
- Riccardo II † [9]
- Roffredo † (menzionato nel 1179)[10]
- Anonimo † (menzionato nel 1182)[10]
- Ramfredo † (menzionato nel 1202)[10]
- Anonimo † (menzionato nel 1215)[10]
- Orso † (prima di marzo 1218 - dopo gennaio 1220)[10]
- Rao † (prima di agosto 1221 - dopo maggio 1223)[10]
- Bartolomeo † (prima di marzo 1290 - dopo il 1304)[10]
- Ruggero II † (menzionato nel 1310)
- Roberto † (? deceduto)
- Pietro II, O.E.S.A. † (22 aprile 1353 - ? deceduto)
- Giacomo † (23 maggio 1358 - ?)
- Brizio † (? deceduto)
- Bonometto, O.P. † (13 dicembre 1364 - ?)
- Costantino da Termoli, O.E.S.A. † (3 novembre 1368 - dopo il 20 agosto 1388)[11]
- Nicola (de Edio, O.P. ?) † (10 aprile 1400 - ?)[12]
- Matteo da Campobasso † (? - 8 dicembre 1400 nominato vescovo di Termoli)
- Tommaso † (8 dicembre 1400 - ?)
- Matteo da Campobasso † (6 settembre 1409 - ? deceduto)
- Antonio † (4 febbraio 1432 - 18 settembre 1433 o 9 aprile 1434[13] nominato vescovo di Vulturara e Montecorvino)
  - Sede unita a Vulturara (1434-1818)
  - Sede soppressa

### Vescovi titolari
- Francisco Ricardo Oves Fernández † (25 aprile 1969 - 26 gennaio 1970 nominato arcivescovo di San Cristóbal de la Habana)
- Antonio Ravagli † (30 aprile 1970 - 14 dicembre 1981 deceduto)
- Edward Eugeniusz Samsel † (17 maggio 1982 - 16 novembre 2000 nominato vescovo di Ełk)
- Adolfo Tito Yllana, dal 13 dicembre 2001